# Австралийская комиссия по правам человека
Австралийская комиссия по правам человека является национальным институтом по правам человека, уставным органом, финансируемым, но являющимся операционно независимым, австралийским правительством. Она несет ответственность за расследование предполагаемых нарушений в антидискриминационном законодательстве Австралии. Вопросы, которые могут быть расследованы Комиссией, включают "дискриминации по признаку расы, цвета кожи или этнического происхождения, пола, семейного положения, беременности или инвалидности." Комиссия входит в портфель генерального прокурора Австралии.

## Международный статус
Комиссия является одним из порядка 70 национальных учреждений по правам человека, аккредитованных Международным координационным комитетом национальных учреждений, организации под эгидой Управления Верховного комиссара Организации Объединенных Наций по правам человека (УВКПЧ). "Статус" Комиссии позволяет ей специальный доступ к системе Организации Объединенных Наций по правам человека, в том числе право выступления в Совете по правам человека и других комитетах. Комиссия может представить параллельные отчеты («теневые отчеты») комитетам ООН изучить соответствие Австралии с международными документами по правам человека.